# Tomrefjorden
Tomrefjorden er en fjordarm af Midfjorden og Romsdalsfjorden i Vestnes kommune i Romsdal  i Møre og Romsdal fylke i Norge. Fjorden går 9 kilometer mod syd til Tomrefjord i bunden af fjorden. Fjorden har indløb mellem Neset ved Gjellstein i vest og Bolungneset i øst. Fiksdalen ligger på vestsiden af fjorden. Karakteristisk for Tomrefjorden er en række små næs, geologisk identificeret som Gerard de Geer-moræner.
Riksvei 661 går langs vestsiden af fjorden og på østsiden langs Tomra, før den svinger østover. Videre langs østsiden går fylkesvej 102.